# Ceraarachne
Genre
Synonymes
- Parastrophius Mello-Leitão, 1917 nec Simon, 1903
- Synstrophius Mello-Leitão, 1925

Ceraarachne est un genre d'araignées aranéomorphes de la famille des Thomisidae.

## Distribution
Les espèces de ce genre se rencontrent au Brésil et en Colombie.

## Liste des espèces
Selon World Spider Catalog (version 18.0, 03/02/2017) :
- Ceraarachne blanci (Mello-Leitão, 1917)
- Ceraarachne germaini Simon, 1886
- Ceraarachne goyannensis Mello-Leitão, 1929
- Ceraarachne varia Keyserling, 1880

## Publication originale
- Keyserling, 1880 : Die Spinnen Amerikas, I. Laterigradae. Nürnberg, vol. 1, p. 1-283 (texte intégral).